# Tenorsaxophon

Tenorsaxophon.

Notierter und klingender Tonumfang

Das Tenorsaxophon ist ein Saxophon der mitteltiefen Lage und in B gestimmt. Als transponierendes Musikinstrument klingt es eine große None tiefer als notiert, das heißt, ein klingendes c1 wird für das Tenorsaxophon als d2 notiert.
Der Tonumfang reicht (klingend) von As bis e2 (notiert im Violinschlüssel b0 – fis3). Mit den sogenannten „Overtones“ (siehe Obertöne) kann jedoch auch in deutlich höheren Lagen gespielt werden.
Im Gegensatz zum sogenannten C-Tenorsaxophon, dem C-melody, dessen Tonhöhe zwischen Alt- und Tenorsaxophon liegt, hat sich das B-Tenor seit den 1930er Jahren durchgesetzt.
Tenorsaxophone, insbesondere historische (sog. Vintage-Instrumente), wurden nach 1918 von zahlreichen internationalen Herstellern v. a. in Belgien, Frankreich, Deutschland, Italien und den USA produziert und technisch bereits in den Zwanziger Jahren in hohem Maße weiterentwickelt. Insbesondere die Wirtschaftskrise von 1929 sowie der mit dem Zweiten Weltkrieg einhergegangene Wandel von der Bigband zur Combo bedingten Veränderungen. Während sich z. B. deutsche Hersteller wie v. a. Kohlert und Keilwerth ab 1945 neu am westdeutschen Markt etablieren mussten (sie waren zuvor in Graslice/Kraslitz im böhmischen Musikwinkel ansässig, wo ihnen das tschechische Kombinat Amati folgte), setzte die französische Traditionsmarke Selmer als Rechtsnachfolger von Adolphe Sax auch aufgrund des günstigen Dollarkurses auf dem US-amerikanischen Markt neue Standards und begründete (noch vor SML, Buffet Crampon, Dolnet, Beaugnier, Pierret und anderen mitunter sehr qualitätvollen Herstellern) ihre Dominanz wie ihren Mythos: Hoher technischer Qualität, Verarbeitung und Verzierung, Material- und Lackgüte, Ergonomie, Ansprache und Intonation der Selmer-Saxophone (v. a. der Balanced Action, Super Balanced Action sowie der Mark VI) stand seitens anderer Marken oft allenfalls eine besonders dichte und dunkle Klangfarbigkeit gegenüber. Bedeutende US-amerikanische Saxophonbauer sind in diesem Kontext vor allem Conn, Buescher, Martin und King; sie zeichnen sich v. a. gegenüber den technisch überlegenen Selmer-Saxophonen tendenziell durch mehr Klangvolumen aus, mitunter resultierend aus größeren Schallbechern (big bell), massiverer Bauweise, gebördelten Tonlochkaminen (rolled toneholes) sowie anderen Resonatoren. Damit stellen sie eine echte Alternative gerade im Jazz-Bereich dar.
Das heutige Angebot an Tenorsaxophonen ist wiederum sehr reichhaltig, auch weil zahlreiche ostasiatische Instrumentenbauer den Markt mitbestimmen, so neben Yamaha v. a. Yanagisawa; die vorherrschende Form der allermeisten modernen Saxophone ist vom Selmer Mark VI (Bauzeit 1954–1975) geprägt (vgl. Photo oben).
Seit Coleman Hawkins Mitte der 1920er Jahre eine neue Klangfarbe des Saxophons einführte – weg vom geschmeidig-süßlichen, hin zum zupackenden, rauen und heiseren – ist der Jazz „tenorisiert“. Zusammen mit dem in Es gestimmten Altsaxophon prägte das Tenorsaxophon v. a. den modernen Jazz der Nachkriegszeit, in der Regel im Gegensatz zum Altsaxophon mit einem Metallmundstück kombiniert.
Zu den bekanntesten Jazz-Tenorsaxophonisten zählen Michael Brecker, Branford Marsalis, Joshua Redman, John Coltrane, Sonny Rollins, Dexter Gordon, Wayne Shorter, Stan Getz, Zoot Sims, Hank Mobley, Sonny Stitt, Gene Ammons, Ben Webster, Coleman Hawkins und Lester Young.

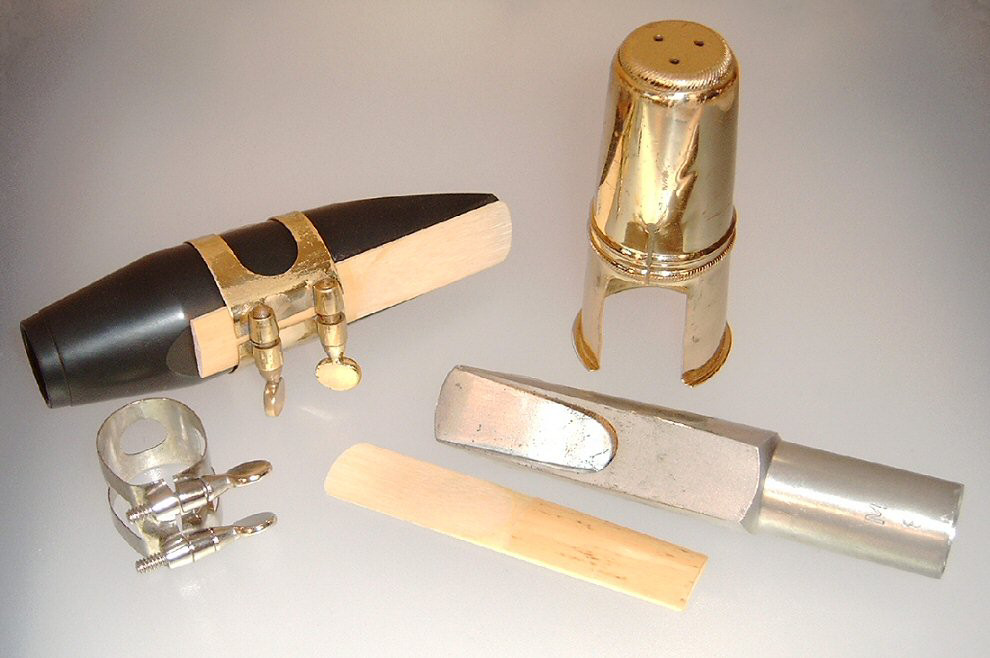
Rohrblatt-Mundstücke für Tenorsaxophon.